# NGC 7585
NGC 7585 (другие обозначения — PGC 70986, MCG −1-59-15, ARP 223) — галактика в созвездии Водолей.
Этот объект входит в число перечисленных в оригинальной редакции «Нового общего каталога».